# Замичковський Іван Едуардович
Іва́н Едуа́рдович Замичко́вський (8 січня 1869, Київ — 15 липня 1931, Київ) — український і радянський актор театру і кіно 1920-30-тих років.

## Біографія
Сценічну діяльність почав 1887 у театрі російської оперети І. Я. Сетова (Київ). До 1917 виступав у різних українських театральних трупах, в 1919—25 у театрі ім. Т. Шевченка (нині у Дніпропетровську), в 1925—31 у театрі ім. Жовтневої революції (Одеса).
Найкращі ролі: Мартин Боруля («Мартин Боруля» Карпенка-Карого), Микита («Дай серцю волю, заведёт в неволю» Кропивницького), Городничий («Ревізор» Гоголя), Ромашка («Диктатура» Микитенко) та інших. Замичковский розвивав реалістичні традиції демократичного національного театру, вніс значний внесок в українське кіномистецтво (знімався з 1926, зокрема у кінорежисера Юрія Стабового).

## Фільмографія
- 1926 — Беня Крик (Беня Крик /«Кар'єра Бені Крика»)
- 1926 — товстун, що купив «ягідку'» замість ляльки (Ягідка кохання)
- 1926 — Щепкін («Тарас Шевченко»)
- 1926 — Ельснер, робітник (Гамбург)
- 1926 — кошовий Кобза (Тарас Трясило)
- 1927 — Антон («Два дні»)
- 1927 — Ван-Гехт («Борислав сміється»)
- 1927 — «Сорочинський ярмарок»)
- 1928 — Петрович, доглядач маяка («Буря»)
- 1929 — епізод («Велике горе маленької жінки») та ін.